# 阿梅利莱班
阿梅利莱班（法語：Amélie-les-Bains，法語發音：[ameli le bɛ̃] ⓘ）是法国东比利牛斯省的一个旧市镇。1942年，阿梅利莱班与市镇帕拉尔达合并为市镇阿梅利莱班-帕拉尔达。

## 地理
阿梅利莱班（42°28'34"N, 2°40'21"E）面积0.82 平方千米，位于法国奧克西塔尼大區东比利牛斯省，南与西班牙赫羅納省接壤。
与阿梅利莱班接壤的市镇（或旧市镇、城区）包括：帕拉尔达。
阿梅利莱班的时区为UTC+01:00、UTC+02:00（夏令时）。

## 行政
阿梅利莱班的邮政编码为66110。

## 人口
阿梅利莱班于1936年时的人口数量为1847人。